# Келеті-пайаудвар (станція метро)
47°30′01″ пн. ш. 19°04′58″ сх. д. / 47.50028° пн. ш. 19.08278° сх. д.
«Келеті-пайаудвар» (угор. Keleti pályaudvar — Східний вокзал) — пересадний вузол Будапештського метрополітену, що складається з однойменних станцій на лінії M2 (червоної) і лінії M4 (зеленої). Станція лінії M4 є кінцевою станом на 2014 рік.
Станція розташована під площею Барош (угор. Baross tér), на якій знаходиться будівля вокзалу станції Будапешт-Келеті. Вихід зі станції здійснюється як на площу, так і безпосередньо в будівлю вокзалу.
Станція на лінії М2 відкрита 4 квітня 1970 (день 25-річчя визволення Угорщини Радянською армією) у складі пускової черги лінії М2 «Деак Ференц-тер» — «Ерш-Везер-тере». Станція на лінії M4 відкрита 28 березня 2014 у складі пускової черги Келенфельд-вашуталломаш — Келеті_пайаудвар.
Лінія М2 будапештського метро від станції «Асторія» до кінцевої станції «Ерш Везер тере» йде уздовж західної радіальної магістралі, біля вокзалу Келеті вулиця Ракоці переходить у вулицю Керепеші.
Станція лінії М2 — пілонна трисклепінна, глибина закладення — 28,3 метра. На станції одна острівна платформа.
Станція лінії M4 — односклепінна, глибина закладення — 14 м.

## Пересадки
- Автобус: 5, 7, 7E, 8E, 20E, 30, 30A, 108E, 110, 112, 133E, 230
- Тролейбус: 73, 76, 78, 79, 80, 80A
- Трамвай: 24